# Al șaselea simț (film)
The Sixth Sense este un film thriller supranatural american din 1999, în regia și scenariul lui M. Night Shyamalan. Filmul prezintă povestea lui Cole Sear (Haley Joel Osment), un băiat cu probleme, izolat, care este capabil să vadă și să vorbească cu morții, și un psiholog de copii (Bruce Willis) care încearcă să-l ajute.
Filmul a fost nominalizat de șase ori la Premiile Oscar, inclusiv la categoria „cel mai bun film”.

## Rezumat
În Philadelphia, psihologul de copii Malcolm Crowe este acasă împreună cu soția Anna, când Vincent Grey, un fost pacient pe care l-a tratat Malcolm, intră în casa lor. Vincent îl acuză pe Malcolm că a eșuat în tratarea sa și apoi îl împușcă pe Malcolm și pe el însuși.
Câteva luni mai târziu, Malcolm a început să lucreze cu Cole Sear, un băiețel de nouă ani care îi amintește de Vincent. El simte că trebuie să-l ajute pe Cole ca să-și îndrepte eșecul cu Vincent și să se împace cu Anna, care a devenit distantă și rece și suferă de depresie. Mama lui Cole, Lynn, își face griji pentru el, mai ales după ce a văzut semne misterioase de vătămare fizică. La o petrecere, când bătăușii văd că Cole este îngrozit de un dulap, îl închid acolo, făcându-l să țipe de groază pentru că cineva pare a fi în dulap cu el. După aceea, Cole îi spune lui Malcolm că vede oameni morți care se plimbă așa cum fac cei vii, fără să știe că sunt morți.
Malcolm consideră pe Cole schizofrenic și se gândește să-i abandoneze cazul. Cu toate acestea, după ce a ascultat o casetă audio cu o sesiune a lui Vincent, aude un bărbat implorând ajutor în limba spaniolă, atunci când Vincent trebuia să fie singur în cameră, sugerând că Vincent avea aceeași abilitate. Își dă seama că Cole spune adevărul și îi sugerează să încerce să comunice cu fantomele și să le ajute să-și finalizeze ceea mai au de făcut pe Pământ.
Într-o noapte, Cole o descoperă pe Kyra Collins, o fantomă femeie, care vomită. El află cine este ea și se duce cu Malcolm acasă la ea, la înmormântarea ei. În camera ei, Kyra îi dă lui Cole o casetă video pe care o dă tatălui ei. Caseta dezvăluie că mama vitregă a lui Kyra a otrăvit mâncarea, avertizându-și tatăl despre cum a murit ea și salvându-și sora mai mică de aceeași soartă.
Acum că Cole o duce mai bine social și personal, el primește un rol principal în piesa școlii. El este antrenat de un regizor fantomă și are o performanță actoricească magistrală în timp ce Malcolm privește. Înainte de a pleca, Cole îi sugerează lui Malcolm să încerce să vorbească cu Anna în timp ce ea doarme pentru a se asigura că o poate înțelege mai bine. În timp ce este blocat în trafic, Cole îi spune lui Lynn secretul său. Deoarece ea nu-l crede, el îi spune că bunica lui răposată îl vizitează și descrie detalii din copilăria mamei sale pe care nu le-ar fi putut ștă. Șocată, Lynn accepta în cele din urmă că fiul ei are o abilitate specială.
Malcolm se întoarce acasă unde pe aparatul video rulează filmarea nunții lor și Anna vorbește în somn, întrebându-l pe Malcolm de ce a părăsit-o. Deodată, ea scapă verigheta și el observă că nu este pe degetul lui. Reamintindu-și ce i-a spus Cole despre oamenii morți care văd doar ceea ce vor ei să vadă, Malcolm își descoperă rănile de la împușcătură și își dă seama că nu a supraviețuit când Vincent a tras în el și a fost mort tot timpul când lucra cu Cole. Malcolm se împacă repede cu faptul că este o fantomă și îi spune Annei că ea nu a fost niciodată pe locul doi și că o iubește. Fața Annei se relaxează, indicând că acum este în pace și că poate merge mai departe. Treburile pe care le-a avut Malcolm atât cu Anna, cât și cu Cole sunt acum încheiate, astfel că spiritul lui pleacă într-o lumină.

## Distribuție
- Bruce Willis în rolul lui Dr. Malcolm Crowe
- Haley Joel Osment în rolul lui Cole Sear
- Toni Collette în rolul lui Lynn Sear
- Olivia Williams în rolul lui Anna Crowe
- Donnie Wahlberg în rolul lui Vincent Grey
- Glenn Fitzgerald în rolul lui Sean
- Mischa Barton în rolul lui Kyra Collins
- Trevor Morgan în rolul lui Tommy Tammisimo
- Bruce Norris în rolul lui Mr. Stanley Cunningham
- Angelica Page în rolul lui Mrs. Collins
- Greg Wood în rolul lui Mr. Collins
- Peter Tambakis în rolul lui Darren
- Jeffrey Zubernis în rolul lui Bobby